# Sonia Abeloos
Sonia Abeloos (Saint-Gilles, 1º gennaio 1876 – Bruxelles, 29 maggio 1969) è stata una pittrice belga.

## Biografia
Formatasi all'Accademia reale di belle arti di Bruxelles sotto la guida di Isidore Verheyden, fu pittrice di paesaggi, ritratti e scene di genere. Espose a Bruxelles, Liegi, Parigi e Londra.